# RUAG
Die RUAG International Holding AG ist ein Schweizer Technologiekonzern mit Sitz in Bern. Sie ist hauptsächlich in den Märkten Luft- und Raumfahrt und Rüstung tätig.

## Geschichte

### Die Regiebetriebe
Die Holding RUAG entstand aus den ehemaligen Unterhalts- und Produktionsbetrieben der Schweizer Armee. Auf Grund der Neutralität der Schweiz und der dabei akuten Gefahr, in Spannungszeiten keine Rüstungsgüter im Ausland beschaffen zu können, baute die Schweiz ab 1863 eine eigene Industriebasis für die Armee auf. Dies waren die Eidgenössische Munitionsfabrik Thun und die Eidgenössische Munitionsfabrik Altdorf, die Eidgenössische Waffenfabrik Bern, die Eidgenössische Konstruktionswerkstätte in Thun, ab 1943 das Eidgenössische Flugzeugwerk in Emmen, die Pulverfabriken Wimmis und Aubonne sowie weitere dem Militärdepartement unterstellte Betriebe.

### Gründung der RUAG 1998
Der Fall der Berliner Mauer 1989 und das Zusammenbrechen des Eisernen Vorhangs führten in der Schweiz zur Armeereform «Armee 95» mit sinkenden Mannschaftsbeständen, zudem wurde das Budget des Eidgenössischen Militärdepartements (EMD) deutlich verkleinert. Zu spüren bekamen dies entsprechend auch die Industriebetriebe der «Gruppe Rüstung» des EMD, bei denen das Auftragsvolumen stetig sank.
In der Botschaft vom 16. April 1997 zu einem «Bundesgesetz über die Rüstungsunternehmen des Bundes» (BGRB) stellte der damalige EMD-Vorstand, Bundesrat Adolf Ogi, einen Gesetzesentwurf vor, der im Wesentlichen die Ausgliederung und Umwandlung der unselbständigen öffentlich-rechtlichen Bundesbetriebe in privatwirtschaftliche Aktiengesellschaften erlauben sollte. Damit stand den Betrieben neu der internationale Markt offen. Das Geschäft wurde am 10. Oktober 1997 von beiden Parlamentskammern angenommen, und das BGRB trat am 1. Mai 1998 in Kraft, womit das Projekt «RüstungsUnternehmen-AktienGesellschaft» (RUAG) in Angriff genommen wurde.
Das Unternehmen wurde am 27. Mai 1998 unter dem Namen RUAG Schweiz AG im Handelsregister Bern-Mittelland eingetragen. Aus dem EMD, welches per 1. Januar 1998 in Eidgenössisches Departement für Verteidigung, Bevölkerungsschutz und Sport (VBS) umbenannt worden war, wurden vier Produktionseinheiten gebildet, ausgelagert und in Aktiengesellschaften umgewandelt:
- SE Schweizerische Elektronikunternehmung AG (Bern)
- SF Schweizerische Unternehmung für Flugzeuge und Systeme AG (Emmen)
- SW Schweizerische Unternehmung für Waffensysteme AG (Thun)
- SM Schweizerische Munitionsunternehmung AG (Thun)

Die vier operativen Rüstungsunternehmen wurden mit Publikation vom 2. Juli 1999 im Handelsregister, rückwirkend per 1. Januar, von der RUAG Schweiz AG übernommen. Im Mai 2001 erhielt die RUAG Schweiz AG ihren Namen RUAG Holding AG und erstmals eine neue Konzernstruktur, in welcher die SE zu RUAG Electronics, SF zu RUAG Aerospace, SW zu RUAG Land Systems und SM zu RUAG Munition wurden.

### Die Entwicklung des Konzerns
In Oberpfaffenhofen übernahm RUAG 2003 den zivilen und militärischen Betreuungsbereich der ehemaligen Dornier Luftfahrt GmbH. Sie betreute dort als RUAG Aerospace Services unter anderem das Hubschrauberbaumuster Bell UH-1D der Bundeswehr und produzierte das zweimotorige Turbopropflugzeug Dornier 228 NG. Im Unternehmensbereich RUAG Technology Structures werden verschiedene Strukturbaugruppen vor allem für das Verkehrsflugzeug Airbus A320 hergestellt.
2008 übernahm RUAG vom schwedischen Konzern Saab den Raumfahrtbereich Saab Space und das österreichische Tochterunternehmen Austrian Aerospace, 2009 Oerlikon Space von OC Oerlikon. Sie firmierten danach unter den Namen RUAG Space AB (Schweden) bzw. RUAG Space GmbH (Österreich) oder RUAG Space als Teil der RUAG Schweiz AG (Schweiz). 2013 wurden die für die Hauptaufgaben nicht unbedingt notwendigen Bereiche der Metallbearbeitung und Oberflächenbearbeitung veräussert und die Division in RUAG Aerostructures umbenannt.
RUAG Defence entstand aus der Zusammenlegung der bisherigen Divisionen Land Systems und Electronics. Im März 2012 wurde von Ascom der Bereich Defence Kommunikation übernommen. Im Herbst 2013 übernahm die RUAG die französische GAVAP und schloss sie dem Bereich Training und Simulation der RUAG Defence an.
Aufsehen erregte die im Bereich Sicherheit tätige die RUAG durch einen seit 2014 laufenden und 2016 bekannt gewordenen Hackerangriff auf ihr IT-System und damit das der Bundesverwaltung. Eine Folge davon war die am 28. Juni 2018 vom Bundesrat gutgeheissene Entflechtung der nationalen Tätigkeiten und einer bis 2021 zu bildenden RUAG International.
Im Juli 2019 wurden die auf Geschäftsreiseflugzeuge bezogenen Standorte an den Flughäfen Genf und Lugano an Dassault Aviation veräussert. Am 30. September 2020 wurde eine Vereinbarung unterzeichnet, dass alle Geschäftstätigkeiten rund um Wartungsarbeiten für Privatflugzeuge und militärische Luftfahrzeuge als auch die Herstellung und den Unterhalt der Dornier 228 inklusive 450 Mitarbeitern an die General Atomics Europe verkauft werden. Der Geschäftsbereich Aerostructures mit rund 800 Mitarbeitern verbleibt bei der RUAG.
Aus der Entflechtung ist 2020 die RUAG AG entstanden. Die RUAG Holding hat den Namenswechsel zu RUAG International Holding beschlossen. Im März 2022 wurde bekannt, dass RUAG Ammotec, unter Vorbehalt der regulatorischen Genehmigungen, an Beretta veräussert werden soll. Im Juli 2023 wurde bekannt, dass die RUAG Aerostructure-Geschäftsbereiche in Deutschland und Ungarn an die Firma Mubea verkauft werden sollen. Im Verlauf des Jahres 2024 soll Ruag Aerostructures Schweiz mit Sitz am Militärflugplatz Emmen mit rund 230 Mitarbeitern von Pilatus Aircraft übernommen und ausgebaut werden. Gemäss den strategischen Zielen des Bundesrates soll sich Ruag International auf das Weltraumgeschäft um Beyond Gravity konzentrieren.

## Unternehmensstruktur
Die RUAG Holding ist die Dachgesellschaft der RUAG-Tochterunternehmen im In- und Ausland. Die Gruppe ist hauptsächlich in den zwei Marktsegmenten Aerospace und Defence aktiv, wobei stets auch andere Märkte mit technologisch abgeleiteten Produkten und Serviceleistungen bedient werden.

### Marktsegment «Aerospace»

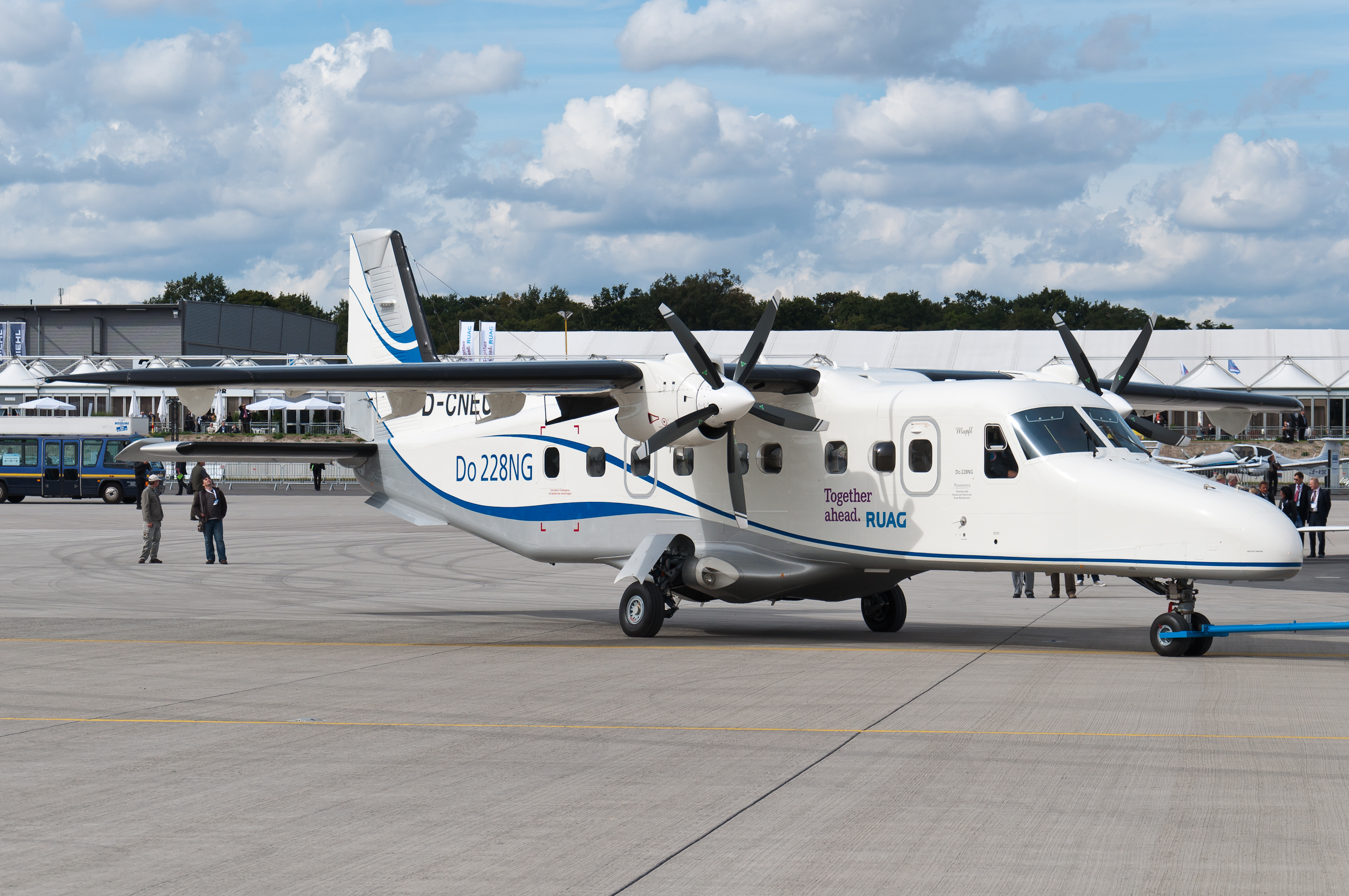
Von RUAG Aviation produzierte Dornier 228 NG auf der ILA 2012

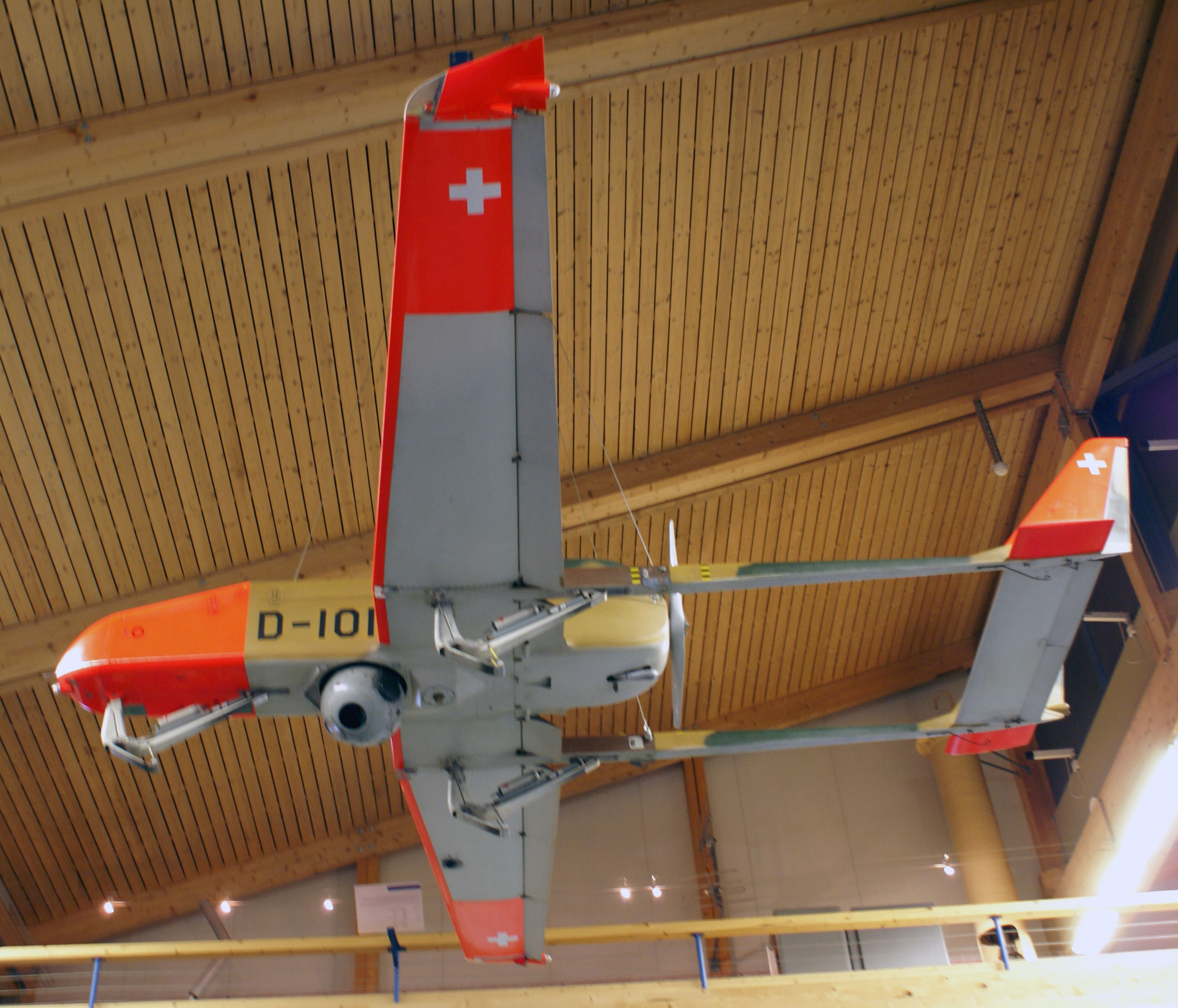
Von RUAG Aviation produzierte Drohne RUAG Ranger ADS-95 im Einsatz bis 2019

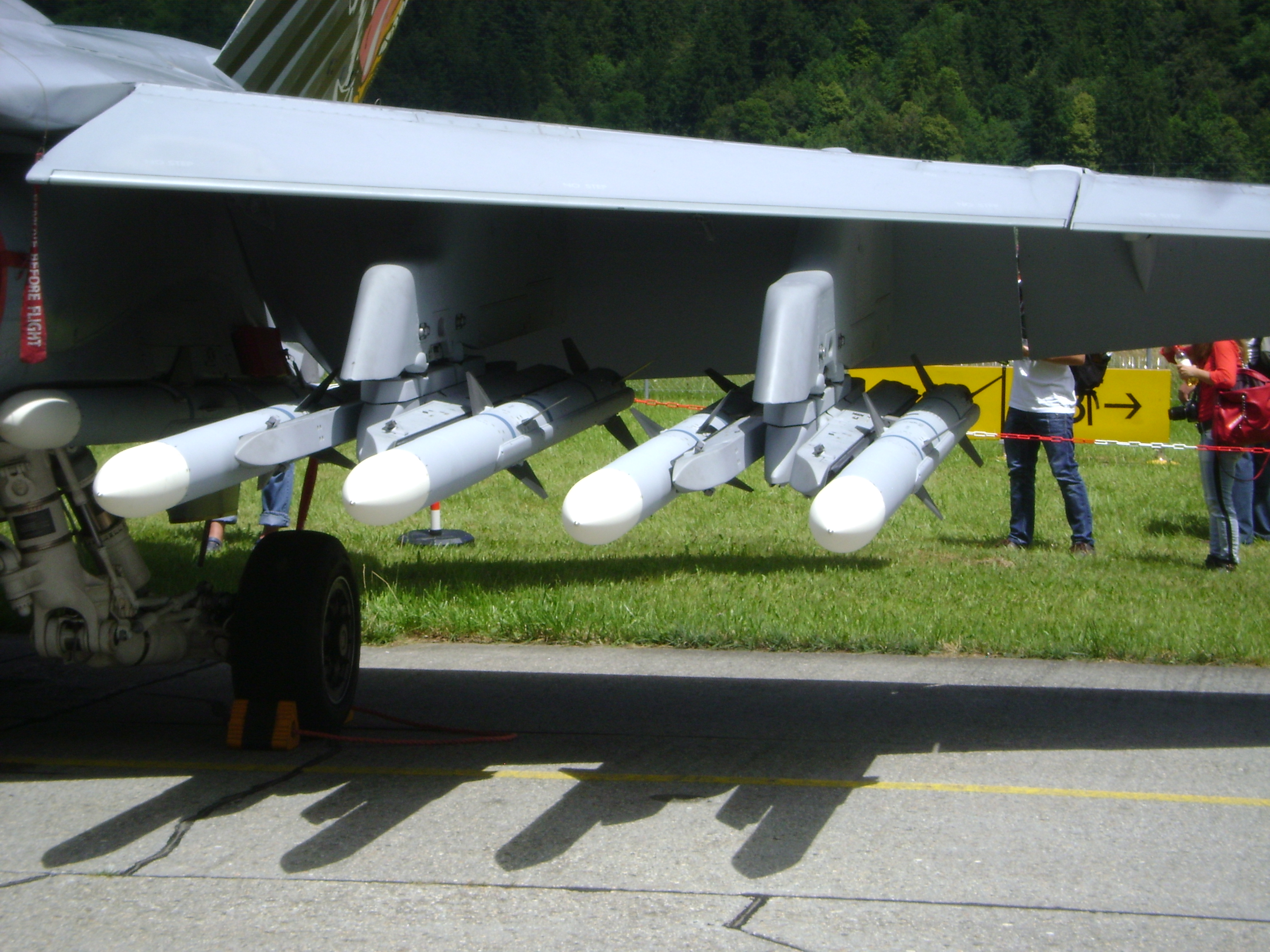
Von RUAG Aviation produzierte Zweifach-AMRAAM-Starter an einer F/A-18 der Schweizer Luftwaffe

- Beyond Gravity (vormals RUAG Space)  für Raumfahrt, Forschung und Entwicklung.
In diesem Bereich sind an Standorten in der Schweiz, in Schweden, in den USA, in Finnland, in Deutschland und in Österreich etwa 1350 Personen beschäftigt.[19] Produziert werden Satellitenstrukturen, Trägerstrukturen und Trennmechanismen, Elektronik für Trägersysteme und Satelliten, Kommunikationssysteme und Instrumente. Die Tätigkeiten umfassen alle wichtigen Aspekte von Raumfahrtprojekten von der Missionsanalyse über Systems Engineering ganzer Satellitenprojekte, Projektmanagement, Engineering-Dienstleistungen, Zusammenbau und Test von Systemen sowie Unterstützung und Tests am Startplatz.[20]

- RUAG Aviation für Luftfahrt, Forschung und Entwicklung sowie Wartung.
Der Bereich «Aviation» leistet Modernisierungs- und Unterhaltsarbeiten an zivilen und militärischen Flugzeugen und Helikoptern. Dies umfasst auch Arbeiten an Triebwerken und Avionik sowie militärischen Systemen. Im Teilbereich «Research», der mehrere Windkanäle unterhält, werden neuartige Komponenten entwickelt und erprobt. Das kurzstart- und -landefähige Flugzeug Dornier 228 NG wurde aus der Dornier 228 weiterentwickelt und bis zum Verkauf an General Atomics weltweit vermarktet.

In Alpnach werden von RUAG die Helikoptertypen Aérospatiale AS 332 Super Puma/Cougar und Eurocopter EC635 von verschiedenen in- und ausländischen Nutzern gewartet.
In Emmen führt die RUAG die Unterhaltsarbeiten an den Flugzeugen Northrop F-5, McDonnell Douglas F/A-18 und an der Drohne Elbit Hermes 900 der Schweizer Luftwaffe durch. 32 der 34 F/A-18 der Schweizer Luftwaffe wurden von RUAG gebaut. Die Wartung für die Schweizer Luftwaffe wurde inzwischen in die neu gegründete RUAG AG eingegliedert, und die Wartung der F/A-18 wird seit April 2021 auch auf dem Militärflugplatz Payerne vorgenommen.
In Dübendorf unterhält die RUAG das FLORAKO-Luftraumüberwachungssystem der Luftwaffe.
Das Unternehmen ist heute an zehn Standorten in der Schweiz aktiv, wovon sieben auf folgenden Flugplätzen sind: Militärflugplatz Emmen, Militärflugplatz Alpnach, Flugplatz Buochs, Militärflugplatz Dübendorf, Flugplatz Interlaken, Flugfeld Lodrino und Flugplatz St. Gallen-Altenrhein sowie zwei in Deutschland und je einer in Australien, Brasilien und Malaysia. Entstanden ist diese Division aus dem Eidgenössischen Flugzeugwerk (F+W) und dem Zukauf des ehemaligen Dornier-Stammwerks in Oberpfaffenhofen sowie der australischen Rosebank Engineering.
- RUAG Aerostructures für den Flugzeug-Strukturbau sowie für spezialisierte Bearbeitungs-, Umform-, Oberflächen-, Montage- und Umwelttechnik.
Sie entwickelt, produziert und integriert vorwiegend strukturelle Baugruppen und Präzisionskomponenten unter Nutzung neuester Technologien in den Bereichen Composite, Blech- und Metallbearbeitung und Montage für die Luft- und Raumfahrt wie auch für die Maschinenindustrie. Hauptkunden sind die grossen Flugzeughersteller.

### Marktsegment «Defence»
- RUAG Defence hat in der Schweiz, Deutschland und Frankreich verschiedene Standorte. Die Hauptkompetenz umfasst heute den Unterhalt, die Reparatur und die Wertsteigerung schwerer Waffensysteme, Schutzlösungen für gepanzerte Fahrzeuge, Robotic-Systeme, Logistiklösungen, virtuelle und Live-Simulationssysteme sowie die Integration, Herstellung, Wartung und den Betrieb von elektronischen Führungs-, Kommunikations-, Radar- und Aufklärungssystemen militärischer und ziviler Organisationen. Für Kampf- und Unterstützungsfahrzeuge betreut sie vornehmlich militärische Landfahrzeuge wie die M113, Panzerhaubitze M109 KAWEST, den Spz 2000 der Schweizer Armee und den Leopard 2. Der Kodiak (Panzer) wurde zusammen mit Rheinmetall entwickelt.
Im Auftrag des Eidgenössischen Departements für Verteidigung, Bevölkerungsschutz und Sport (VBS) vertreibt und liquidiert die RUAG Defence mit der Abteilung Liquidation nicht mehr benötigte militärische Ausrüstungsgegenstände und Fahrzeuge der Schweizer Armee. RUAG betreibt für diesen Zweck zwei «ArmyLiqShops» sowie einen «ArmyTechShop».[23]
Die RUAG Cobra ist ein 2015 von der RUAG vorgestelltes 120-mm-Minenwerfer-System.[24] Die Beschaffung durch die Schweizer Armee wurde wegen Kosten,[24] Auswahlverfahren und Verzögerungen kritisiert.[25]

- RUAG Ammotec produziert kleinkalibrige Munition bis 12,7 mm und weitere pyrotechnische Industrieprodukte. Neben der Munition für Behörden werden im Bereich Jagd und Sport auch die Marken wie RWS (Büchsenpatronen und Luftgewehrmunition),[26] Rottweil (Schrot), Norma Precision (Büchsenpatronen) und Geco (Büchsen- und Handfeuerwaffenpatronen) produziert und vermarktet. Weitere Produkte finden ihre Verwendung unter anderem in der Befestigungstechnik, Automobilindustrie und Stromverteilung.
2002 entstand die Ammotec durch Übernahme der kleinkalibrigen Munitionsherstellung von Dynamit Nobel und Zusammenlegung mit den Schweizer Produktionsstätten der RUAG. In der Folge sind weitere Gesellschaften dazugekommen, heute hat die Ammotec Produktionsstätten in der Schweiz, Deutschland, Schweden, Ungarn und den USA sowie weitere Verkaufsbüros.
Im Juli 2022 wurde die RUAG Ammotec vollständig mit allen Marken sowie Produktions- und Vertriebsstandorten von der italienischen Beretta Holding mit Sitz in Luxembourg übernommen. Der Schweizer Teil der RUAG Ammotec, die RUAG Ammotec AG, firmiert nun unter dem Namen SwissP Defence, der deutsche Teil, RUAG Ammotec GmbH, unter RWS GmbH.

## Standorte
Die RUAG International hat unter anderem folgende Produktionsstätten und Standorte:
- Schweiz: Bern, Bière, Bure, Emmen, Kriens, Maienfeld, Mels, Nyon, Walenstadt, Winterthur, Zürich Seebach
- Deutschland: Coswig,  Gilching,  Sulzbach-Rosenberg, Wedel, Weßling
- Schweden: Åmotfors, Göteborg,  Linköping
- Österreich: Berndorf, Wien, Wiener Neudorf
- Frankreich: Cergy, Paris, Terssac
- Australien: Bayswater (Victoria) und vier weitere
- Vereinigte Staaten: Greenwood Village (Colorado), Huntsville (Tennessee), Tampa, Titusville (Florida), Trinity (Tennessee)

Zusätzlich gibt es RUAG-Standorte in Belgien, England, Finnland, Italien, Malaysia und den VAE.

### Ehemalige Standorte
- Die Standorte Eger und Oberpfaffenhofen wurden im Juli 2023 von Mubea (IMuhr und Bender) übernommen.[28]
- Fürth, Deutschland; Karlskoga, Schweden und Thun, Schweiz – alle Teil der ehemaligen RUAG Ammotec.